# Rakovac (Raška)
Pour les articles homonymes, voir Rakovac.
Rakovac (en serbe cyrillique : Раковац) est un village de Serbie situé dans la municipalité de Raška, district de Raška. Au recensement de 2011, il comptait 175 habitants.
Un autre village portant le nom de Rakovac est situé à proximité.

## Démographie
| 1948 | 1953 | 1961 | 1971 | 1981 | 1991 | 2002 | 2011 |
| ---- | ---- | ---- | ---- | ---- | ---- | ---- | ---- |
| 655  | 709  | 721  | 687  | 553  | 414  | 240  | 175  |

|  |